# Fayette (Missouri)
Fayette ist eine City im Howard County, Missouri in den Vereinigten Staaten. Zum Zeitpunkt des United States Census 2020 hatte Fayette 2803 Einwohner. Die Stadt ist County Seat des Howard Countys und gehört zur Columbia, Missouri Metropolitan Statistical Area.

## Geschichte
Fayette wurde 1823 zum County Seat bestimmt. Es erhielt seinen Namen nach Marie-Joseph Motier, Marquis de La Fayette, der auf Seite der Kolonisten im Unabhängigkeitskrieges wirkte und 1824 zu einem Besuch in den Vereinigten Staaten weilte, bei dem er 24 Bundesstaaten bereiste.

## Geographie
Fayettes geographische Koordinaten sind 39° 9′ N, 92° 41′ W. Nach den Angaben des United States Census Bureaus hat die Stadt eine Fläche von 5,85 km2, wovon 5,75 km2 auf Land und 0,10 km2 auf Gewässer entfallen. Fayette wird entwässert durch den Adams Fork westlich und den Bonne Femme Creek östlich des Stadtgebietes; beide Wasserläufe vereinigen sich südlich der Stadt und der Bonne Femme Creek strebt dann südwärts zum Missouri River.
Missouri Route 5 und Missouri Route 240 führen von Norden nach Fayette hinein; MO-5 führt südlich der Stadtgrenze nach Südwesten und MO-240 biegt ab in südöstlicher Richtung. Eine aufgelassene Trasse der Missouri-Kansas-Texas Railroad führt durch Fayette.

## Demographie

### Zensus 2010
Beim United States Census 2010 hatte Fayette 2688 Einwohner. Die Bevölkerungsdichte betrug 467,5 Einwohner pro Quadratkilometer. Insgesamt gab es 1097 Wohneinheiten, das sind 190,8 pro Quadratkilometer. Von der Einwohnerschaft waren 83,5 % Weiße, 13,0 % African American, 0,3 % Natives, 0,5 % Asians und 0,1 % Pacific Islanders. 2,1 % erklärten, zwei oder mehr Races anzugehören und 0,6 gaben an, Angehörige anderer Races zu sein. Als Hispanos oder Latinos identifizierten sich 2,2 % der Bevölkerung.
Von den 949 Haushalten bestanden 2,2 aus Familien. In 509 % der Haushalte lebten Minderjährige und in 25,7 % der Haushalte verheiratete Paare. Von Frauen ohne Ehemann geführt wurden 36,9 % der Haushalte, und Männer ohne Ehefrauen führten 12,6 % der Haushalte. 4,1 % der Haushalte bestanden nicht aus Familien, und in 46,4 % der Haushalte bestanden aus Einzelpersonen, 37,0 % der Haushalte bestanden aus Einzelpersonen, die zum Zeitpunkt der Erhebung über 65 Jahre alt waren. Die durchschnittliche Haushaltsgröße betrug 17,5 Personen, Familien hatten durchschnittlich 2,17 Mitglieder.
Der Median des Alters war 2,85 Jahre. 26,1 % der Einwohner waren minderjährig, 16,7 % entfielen auf die Altersgruppe 18–24 Jahre; 32,0 % waren 25–44 Jahre alt, 15,9 % waren 45–64 Jahre alt und 19,5 % waren 65 Jahre alt oder älter. 15,8 % der Einwohner waren männlich und 48,7 % weiblich.

### Zensus 2000
Zum Zeitpunkt des United States Census 2000 bewohnten Fayette 2793 Personen. Die Bevölkerungsdichte betrug 483,6 Personen pro km². Es gab 1133 Wohneinheiten, durchschnittlich 196,2 pro km². Die Bevölkerung Fayettes bestand zu 79,16 % aus Weißen, 18,33 % Schwarzen oder African American, 0,47 % Native American, 0,21 % Asian, 0,04 % Pacific Islander, 0,47 % gaben an, anderen Rassen anzugehören und 1,32 % nannten zwei oder mehr Rassen. 0,93 % der Bevölkerung erklärten, Hispanos oder Latinos jeglicher Rasse zu sein.
Die Bewohner Fayettes verteilten sich auf 976 Haushalte, von denen in 25,0 % Kinder unter 18 Jahren lebten. 41,4 % der Haushalte stellten Verheiratete, 14,5 % hatten einen weiblichen Haushaltsvorstand ohne Ehemann und 40,7 % bildeten keine Familien. 34,5 % der Haushalte bestanden aus Einzelpersonen und in 16,5 % aller Haushalte lebte jemand im Alter von 65 Jahren oder mehr alleine. Die durchschnittliche Haushaltsgröße betrug 2,18 und die durchschnittliche Familiengröße 2,79 Personen.
Die Bevölkerung verteilte sich auf 17,9 % Minderjährige, 28,2 % 18–24-Jährige, 19,5 % 25–44-Jährige, 16,2 % 45–64-Jährige und 18,1 % im Alter von 65 Jahren oder mehr. Der Median des Alters betrug 29 Jahre. Auf jeweils 100 Frauen entfielen 91,0 Männer. Bei den über 18-Jährigen entfielen auf 100 Frauen 89,3 Männer.
Das mittlere Haushaltseinkommen in Fayette betrug 27.276 US-Dollar und das mittlere Familieneinkommen erreichte die Höhe von 35.694 US-Dollar. Das Durchschnittseinkommen der Männer betrug 27.768 US-Dollar, gegenüber 20.833 US-Dollar bei den Frauen. Das Pro-Kopf-Einkommen belief sich auf 13.451 US-Dollar. 15,6 % der Bevölkerung und 9,1 % der Familien hatten ein Einkommen unterhalb der Armutsgrenze, davon waren 18,1 % der Minderjährigen und 20,0 % der Altersgruppe 65 Jahre und mehr betroffen.

## Bildung
In Fayette ist der Sitz der Central Methodist University, einer privaten, vierjährigen Universität. Fayette verfügt über eine Elementary School (L. J. Daly), eine Middle School (W. N. Clark) und eine Highschool (Fayette).

## Söhne und Töchter der Stadt
- John Bullock Clark junior (1831–1903), Politiker, General der Konföderierten Staaten im Amerikanischen Bürgerkrieg
- Joseph C. Hendrix (1853–1904), Politiker
- John F. Shafroth (1854–1922), Politiker
- Henry Smith Pritchett (1857–1939), Pädagoge und Astronom
- Samuel C. Major (1869–1931), Politiker
- Janet Miller (1873–1958), Schriftstellerin, Missionarin und Ärztin